# Йормунганд
Йормунганд (на старонорвежки: Jörmungandr ['jœrmuŋgandr], Jormundgand, в превод – „Гигантско рало“), известна още и като Мидгардсорм (на старонорвежки: Midgårdsormen, Mðtgarðsormr – „Змията (змеят) на Мидгард“, т.е. „Световна змия (змей)“) е огромна змия в скандинавската митология, живееща в Световния океан и опасваща земята.

## Митология
Йормунганд е средното от трите (с Хел и Фенрир) чудовищни деца на Локи и великанката Ангрбода, противници на боговете аси. Според предсказанието на норните тези деца ще носят само злини и затова Один заповядва да ги доведат при него. Уплашени от външния им вид и силата им, боговете изпращат Хел да управлява подземното царство на мъртвите, Фенрир остава при боговете, но като пораства е отведен на далечен остров, където е вързан с веригата Глейпнир, а Йормунганд, която макар и още малка е дълга петдесет крачки, е изпратена на дъното на Световното море. Озовала се на дъното на морето, Йормунганд пораства толкова, че опасва цялата земя, захапала опашката си. Оттогава е наричана и Мидгардсорм (Световна змия).
Главният противник на Йормунганд е бог Тор. Според митовете той се сблъсква на два на пъти с нея. Първият път е по време на пътешествието му в страната на великаните Утгард, където владетелят–магьосник на тази страна Утгард-Локи изпитва силата му, подлагайки го на три изпитания. Едно от тях е да повдигне голяма сива котка. Въпреки всичките си усилия, Тор едва успява да отлепи само една от лапите на котката от земята. Както се оказва впоследствие, котката е била Йормунганд, а Тор е успял да я повдигне толкова високо, че само главата и опашката ѝ са докосвали земята.
Вторият им сблъсък е когато Тор отива при великана Хюмир, за да вземе от него вълшебен котел, нужен за пиршеството на боговете. Той и Хюмир излизат на риболов, по време на който Тор улавя Йормунганд и в последвалата битка тежко я ранява с помощта на чука си Мьолнир.
Според прорицанията на норните, когато настъпи Рагнарьок, Тор и Йормунганд ще се сразят окончателно. Тор ще убие гигантската змия, но и сам ще загине от отровата, изригнала от устата ѝ.
Името „Мидгардсорм“ (Световна змия, Световен змей) дава основания да се предполага, че Йормунганд първоначално е позитивен елемент от пространствено-устройствената система в скандинавската митология.